# Mandrillus sphinx
El mandril (Mandrillus sphinx) es una especie de primate catarrino de la familia Cercopithecidae (monos del Viejo Mundo). Está emparentado con los babuinos y más estrechamente con el dril. El mandril y el dril se clasificaron en el pasado dentro del género Papio, pero investigaciones posteriores llevaron a separarlos en un género propio, Mandrillus. 
Con un peso de hasta 55 kg son los monos más grandes del mundo (sin contar a los grandes simios).
Su área de distribución comprende el oeste de las zonas tropicales de África, desde Guinea Ecuatorial hasta Congo.

## Descripción

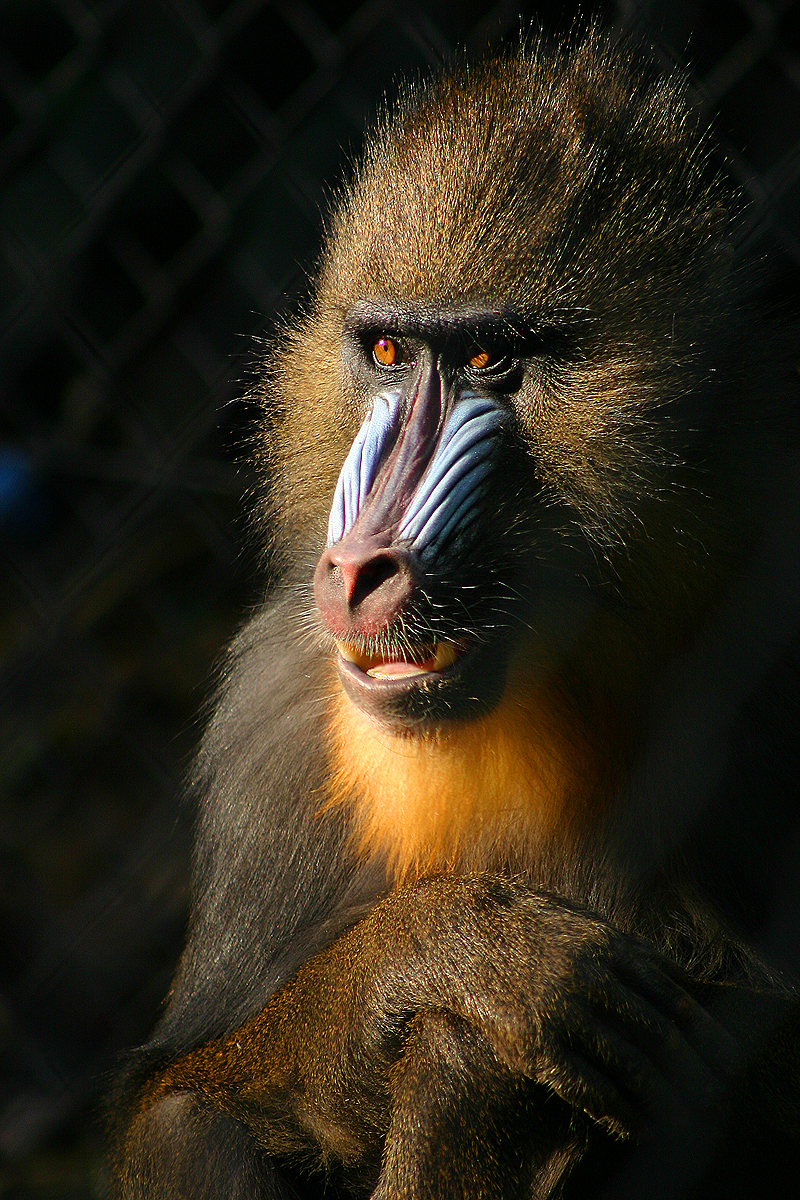
Cara de una hembra con sus colores y estrías características.

Cráneo de mandril.

Los mandriles son fácilmente reconocibles por el color pardo oliváceo de su pelaje y sobre todo por la coloración azulada y rojiza de su cara y parte trasera. La cara de los machos muestra en sus hocicos vivos rojos y azules, éstos también tienen profundas estrías que recorren ambos lados del hocico, que destaca más dentro del pelaje blanco que enmarca la cara. Esta coloración se adquiere con la madurez sexual y se intensifica cuando los individuos se excitan. El color de las hembras es mucho más apagado. Los colores del trasero tendría la finalidad de realzar la visibilidad y ayudar al grupo a mantenerse unido entre la densa vegetación de la selva.
Los machos son mucho mayores que las hembras, ya que mientras las segundas oscilan entre 55 a 70 cm de longitud, y de 10 a 15 kg de peso, con un promedio de 12 kg, los primeros rondan los 70 a 95 cm, o incluso el metro completo, y un promedio de 30 kg. Machos excepcionalmente grandes superan los 50 kg. También, cuando adoptan su usual postura cuadrúpeda, estos primates van de 55 a 65 cm de altura al hombro en el caso de los machos, y entre 45 y 50 cm en caso de las hembras; así como en postura bípeda, machos y hembras miden entre 80 y 110 cm, y 55 a 67 cm, respectivamente. Todos estos rasgos de dimorfismo son un claro ejemplo de selección sexual. Alcanzan una envergadura de 1 metro y en cautividad llegan a superar los 31 años de vida. Las hembras alcanzan la madurez sexual alrededor de los tres años y medio.
Los machos poseen grandes caninos que miden entre 5 y 12 cm.

## Comportamiento
Los mandriles son seres sociales que viven en grandes grupos de hasta 250 individuos desplazándose por el suelo de las selvas tropicales, divididos en subgrupos de unos 20 ejemplares, principalmente formados por hembras y jóvenes con un macho dominante. La mayoría de los machos adultos son solitarios. Es difícil estimar el tamaño de tales bandas dentro de una selva, pero suele hacerse filmando un grupo que cruza un claro entre dos zonas del bosque o una carretera. El grupo más grande registrado por este método contenía 1300 individuos, en el parque nacional Lopé (Gabón), lo que supone la mayor agrupación de primates no humanos registrada.
Los mandriles son omnívoros y consiguen su comida recolectando (principalmente plantas, insectos y otros animales pequeños) del suelo. Aunque los mandriles no suelen cazar presas grandes se ha podido observar a los machos cazando y devorando duikers (antílopes de pequeño porte). Su principal depredador natural es el leopardo.
Un gran grupo de mandriles puede causar daños importantes en las cosechas en muy poco tiempo, por lo que los agricultores suelen considerarlos una plaga y además su hábitat está siendo reducido por el aumento de las zonas agrícolas en Camerún. Por otra parte en su área de distribución los mandriles también son cazados por su carne.

## Reproducción

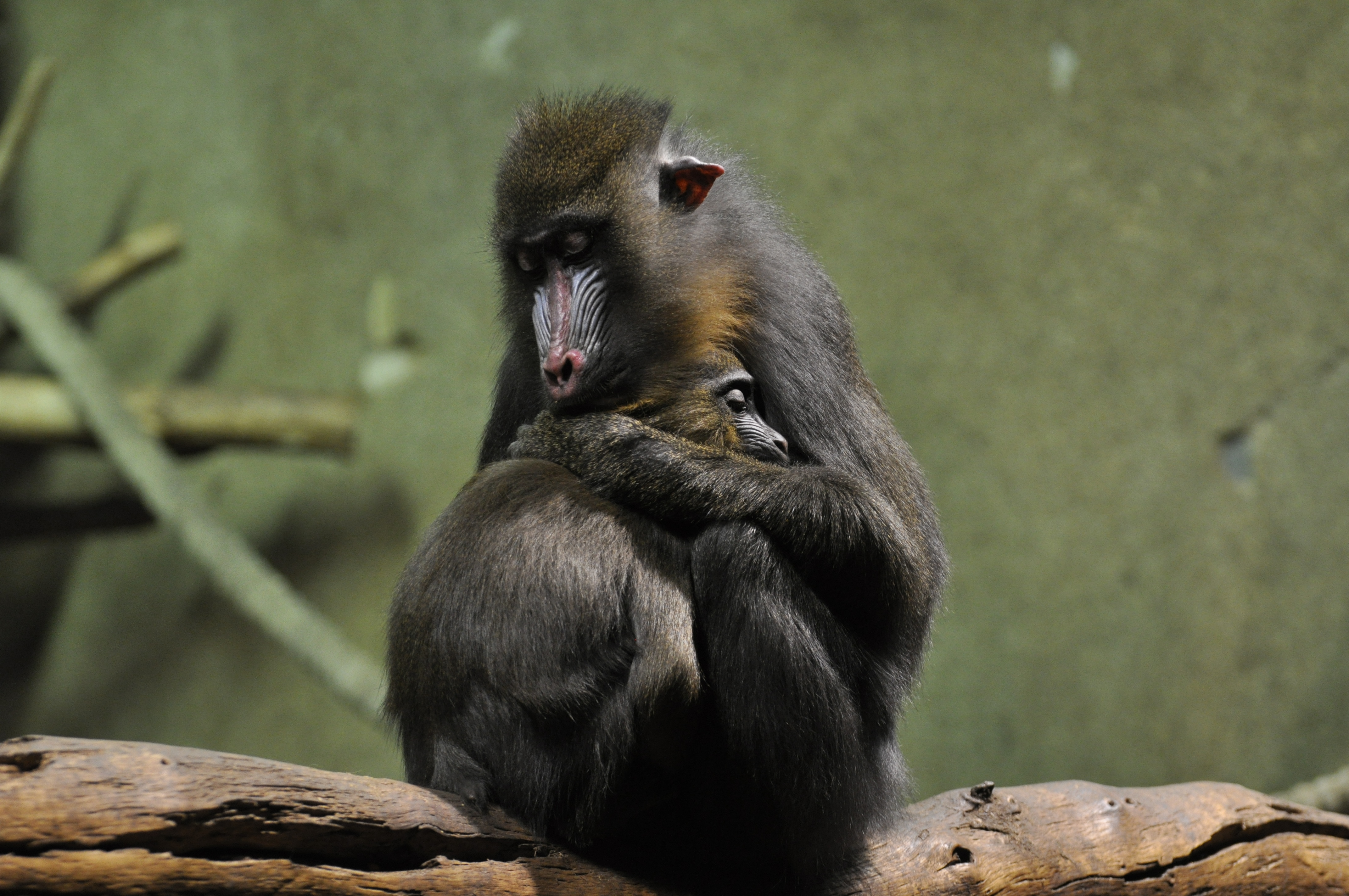
Hembra con su cría.

### Cortejo
El observador canadiense William Sommers; ha descubierto que, durante el cortejo,los machos siguen a las hembras, que dirigen la marcha. Los machos hacen algunos sonidos de cortejo, mostrando sus dientes y vocalizando ligeramente. Si a la hembra le gusta, orientará su trasero hacia el macho, el cual la montará y comenzará la cópula. Después la hembra se marcha.

### Cuidado de las crías
Las crías de mandril nacen con los ojos abiertos y con pelo. Este es negro y su piel es rosada durante los primeros dos meses. Se aferran a la barriga de su madre inmediatamente y son capaces de colgar soportando su propio peso. Las madres crean fuertes lazos con sus crías que se prolongan durante toda la vida adulta en el caso de las hembras, mientras que con los machos sólo duran hasta que estos alcanzan la madurez sexual. Esta relación se manifiesta sentándose juntos y mediante el desparasitado social mutuo.